# Haiku (operativsystem)
Haiku, före detta OpenBeOS, är ett försök att återskapa det nedlagda operativsystemet BeOS med öppen källkod.

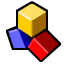
En ikon i BeOS.

Projektet startade den 18 augusti 2001 och är under aktiv utveckling. Den första alfa-versionen släpptes den 14 september 2009. Senaste versionen är Release 1, Beta 1, släppt den 28 september 2018.
Haiku har, likt BeOS, en karakteristisk stil på sina ikoner med blockliknande element (se bild). Haiku har också ett egenutvecklat vektor-format för ikoner.